# 231 Vindobona
Vindobona /vɪnˈdɒbənə/ (định danh hành tinh vi hình: 231 Vindobona) là một tiểu hành tinh lớn ở vành đai chính. Ngày 10 tháng 9 năm 1882, nhà thiên văn học người Áo Johann Palisa phát hiện tiểu hành tinh Vindobona khi ông thực hiện quan sát ở Viên và đặt tên nó theo tên tiếng Latinh của thành phố Viên.
Bề mặt tối của nó cho thấy nó được cấu tạo bằng vật liệu giàu cacbon.